# Exocentrus longespinicollis
Exocentrus longespinicollis är en skalbaggsart som beskrevs av Stefan von Breuning 1960. Exocentrus longespinicollis ingår i släktet Exocentrus och familjen långhorningar. Inga underarter finns listade i Catalogue of Life.